# Marcello Bacciarelli

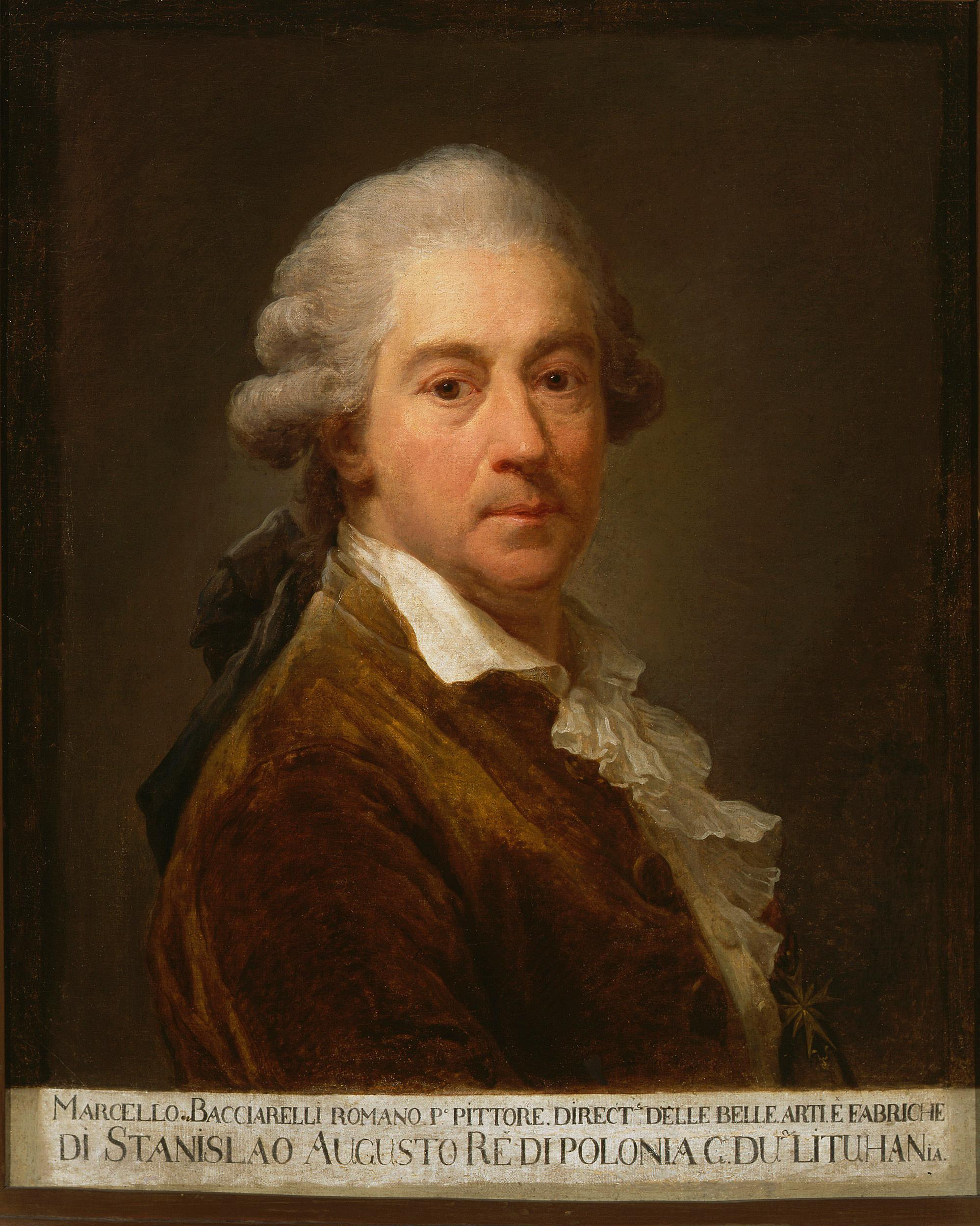
Självporträtt (1793).

Marcello Bacciarelli, född 16 februari 1731 i Rom, död 5 januari 1818 i Warszawa, var en polsk-italiensk målare under den sena barocken och under nyklassicismen.

## Biografi
Bacciarelli studerade i Rom för Marco Benefial. År 1750 blev han anställd av kung August III av Polen och åkte till Dresden i Kurfurstendömet Sachsen. Efter Augusts död reste han till Wien och sedan till Warszawa. Där träffade han en annan italiensk målare, Bernardo Bellotto. Han var direktör för den nyöppnade konstakademin där.
Han målade ett antal polska kungar, däribland Boleslav I. Han målade även ett porträtt av Izabela Lubomirska i hennes brudklänning, som hon beställde flera år efter sitt bröllop. Bacciarelli målade även motiv ur Polens historia.

## Bilder
| - Porträtt av Izabela Lubomirska. |